# Semiosoma devillei
Semiosoma devillei är en mångfotingart som först beskrevs av Henri W. Brölemann 1901.  Semiosoma devillei ingår i släktet Semiosoma och familjen knöldubbelfotingar. Inga underarter finns listade i Catalogue of Life.